# غلين إدواردز
غلين إدواردز (بالإنجليزية: Glynn Edwards)‏ هو ممثل بريطاني، ولد في 2 فبراير 1931 في ماليزيا، وتوفي في 23 مايو 2018.

## وصلات خارجية
- غلين إدواردز على موقع IMDb (الإنجليزية)
- غلين إدواردز على موقع ميوزك برينز (الإنجليزية)
- غلين إدواردز على موقع قاعدة بيانات برودواي على الإنترنت (الإنجليزية)
- غلين إدواردز على موقع قاعدة بيانات الفيلم (الإنجليزية)